# Jerzy Sadurski
Jerzy Sadurski (ur. 2 stycznia 1924 w Radomiu, zm. 28 kwietnia 1994 tamże) – technik, nauczyciel, żołnierz ZWZ i Armii Krajowej.

## Życiorys
Jerzy Sadurski był synem Jana Sadurskiego i Anny z Lechów. Wychował się w rodzinie o tradycjach patriotycznych. Jego pradziadek – płk Paszkiewicz alias Antoni Brydycki brał udział w powstaniu listopadowym, a dziadek – Maciej Lech h. Dołęga – w powstaniu styczniowym. Obaj zostali zesłani na Syberię, gdzie pozostali do końca życia.
W 1937 roku rozpoczął naukę w Państwowej Szkole Technicznej w Radomiu; po wybuchu wojny zmieniła nazwę na Państwowe Szkoły Przemysłowe. Naukę przerwał w końcu 1941, kiedy szkoła została zamknięta przez okupanta. Po wojnie ukończył Gimnazjum i Liceum Pedagogiczne w Radomiu. 18 września 1946 roku został przyjęty na studia na Wydziale Architektury Politechniki Warszawskiej. Nie mogąc jednak pogodzić studiów z pracą zawodową i nie mając innych możliwości utrzymania, po trzech latach zrezygnował. W kwietniu 1951 ożenił się w Radomiu z Marią Jadwigą Pobratyn, wnuczką Józefa Kochmana (ps. partyjny „Pług”), działacza frakcji bojowej PPS w Radomiu, zesłanego w 1907 na trzy lata katorgi na Syberię. Mieli jednego syna, Krzysztofa.
Był odznaczony między innymi: Srebrnym Krzyżem Zasługi z Mieczami (1945), Krzyżem Walecznych (1945), Krzyżem Partyzanckim (1961), Krzyżem Kawalerskim Orderu Odrodzenia Polski (1980), Odznaką „Za zasługi dla województwa radomskiego” (1983), Krzyżem Oficerskim Orderu Odrodzenia (1988), Krzyżem Armii Krajowej (1994).

## Konspiracja
Na początku 1940 roku, pod pseudonimem „Zorza” Jerzy Sadurski wstąpił do Związku Walki Zbrojnej, zwerbowany przez ówczesnego ppor. Kazimierza Aleksandrowicza ps. „Huragan”. W pierwszym okresie działalność w ruchu oporu ograniczała się do tzw. małego sabotażu i kolportażu prasy podziemnej. Współpracował z konspiracyjną służbą zdrowia Inspektoratu Radom AK, na polecenie której przewoził do warszawskiego getta lekarstwa i materiały opatrunkowe pobierane ze składu aptecznego przy ul. Żeromskiego w Radomiu, należącego do Franciszka Aleksandrowicza ps. „Pień”. W 1942 roku, już w ramach AK, został ponownie zaprzysiężony – jako wybrany do szkolenia kadrowego. Zajęcia na kursie podoficerskim, a później w podchorążówce prowadzone były w pięcioosobowych grupach w prywatnych mieszkaniach poza centrum miasta – na Wacynie, Zamłyniu i Młodzianowie. Ćwiczenia polowe połączone z ostrym strzelaniem odbywały się w lasach w okolicach Jedlni, Skaryszewa i Przytyka. Dzięki dobremu opanowaniu rysunku technicznego zlecono mu wykonywanie rysunków różnego rodzaju broni, map i schematów, które służyły jako materiał instruktażowy na kursach szkolenia bojowego. Zaprzestał akcji małego sabotażu i został włączony do akcji dywersyjnych na terenach obwodu kozienickiego i radomskiego. W czerwcu 1943 wraz z grupą partyzantów pod dowództwem Jerzego Nowosada ps. „Jur” brał udział w zatrzymaniu wojskowego samochodu ciężarowego, którym jechało trzech żołnierzy niemieckich. Partyzanci zdobyli cztery pistolety, trzy granaty i amunicję. Samochód spalono. 3 lipca 1943 roku ośmioosobowy oddział (Jerzy Nosowicz, Zygmunt Wykrota, Jerzy Sadurski, Jan Najda, Jan Surowiecki, Józef Gzik, Adam Haberko i Jerzy Nowosad) zorganizował na drodze między Pionkami a Kozienicami, w rejonie tzw. Załamanka, zasadzkę. Zaatakowali przejeżdżających esesmanów. W zaciekłej walce zabito dziewięciu hitlerowców. Oddział zdobył wiele sztuk broni, części ekwipunku wojskowego i mapy sztabowe. We wrześniu 1943 na ul. Grodzkiej w Radomiu, z grupą partyzantów pod dowództwem K. Aleksandrowicza „Huragan”, Sadurski brał udział w uwolnieniu zatrzymanych w czasie łapanki osób, którzy mieli być wywiezieni na roboty przymusowe.
W listopadzie 1943 ukończył kurs podoficerski i pięciomiesięczny kurs podchorążówki. 1 marca 1944, dzień po rozstrzelaniu w Radomiu, u zbiegu ulic Warszawskiej i Dalekiej, 36 więźniów politycznych, wraz z koleżankami i kolegami z radomskiego Urzędu Ziemskiego ustawił krzyż i położył wiązankę kwiatów. W kwietniu tego roku odbywał ćwiczenia w oddziale partyzanckim „Huragana”.
Na początku sierpnia 1944 w ramach akcji „Burza” został odkomenderowany do I batalionu I kompanii 72 pp AK, którym dowodził mjr Edmund Mickiewicz ps. „Zryw” i przebywał na zgrupowaniu w lasach przysuskich. 26 września wziął udział w bitwie w rejonie Stefankowa i pod Gałkami, w trakcie której zniszczył gniazdo karabinu maszynowego, za co został odznaczony Krzyżem Walecznych. 27 września brał udział w grupie szturmowej, która wspólnie z partyzantami z 25 pp AK atakowała, bez powodzenia, posterunek żandarmerii w Przysusze. W czasie walki został lekko ranny w rękę. Kolejna potyczka, w której brał udział, miała miejsce 29 września na przejeździe kolejowym na trasie Skarżysko – Końskie w okolicach wsi Skronino. Wywiązała się walka z pancerką kolejową ściągniętą przez Niemców z Petrykozów. Straty w ludziach odnieśli jedynie Niemcy. Ostatnia walka, w której wziął udział Jerzy Sadurski, miała miejsce 6 października 1944 roku w okolicy Eugeniowa. W lasach przysuskich jego kompania pozostała do końca października. Później, do czasu rozwiązania AK wrócił do służby konspiracyjnej.
2 stycznia 1945 rozkazem nr 7 Komendy Obwodu Kozienickiego Armii Krajowej został awansowany do stopnia podporucznika.

## Praca zawodowa
Jerzy Sadurski podjął pracę zawodową w 1941 roku w Urzędzie Ziemskim w Radomiu na stanowisku st. technika mierniczego. Stale oddelegowywany do różnych miejscowości dystryktu radomskiego, mógł z powodzeniem działać w konspiracji. Po wojnie, do końca listopada 1946 roku pracował jako sekretarz techniczny w Wojewódzkim Urzędzie Ziemskim w Kielcach. W 1949 roku podjął pracę w Instytucie Techniki Budowlanej w Warszawie na stanowisku st. technika, gdzie w ramach wewnętrznej „komisji gruzowej” prowadził badania nad wykorzystaniem w konstrukcjach gruzobetonu ze zniszczonych podczas wojny obiektów. Sporządził wspólnie z inż. St. Bukowskim „Opracowanie technologiczno-materiałowe konstrukcji ściennych z pustaków muranowskich”. Pracę w Instytucie zakończył w końcu 1955 roku w związku ze zmianą miejsca zamieszkania. Przeniósł się do Radomia, gdzie podjął pracę w Radomskich Zakładach Terenowych Przemysłu Materiałów Budowlanych w Radomiu (1955–1959) na stanowisku kierownika komórki inwestycyjnej. Następnie pracował w Zakładzie Doskonalenia Zawodowego w Radomiu (1959–1986) na stanowisku kierownika warsztatu szkoleniowego i jednocześnie w Zasadniczej Szkole Zawodowej nr 1 Radomiu jako nauczyciel. Pracę zawodową zakończył w 1985 roku.